# 泽莱纳多利纳 (巴甫洛赫拉德区)
澤莱納多利納（烏克蘭語：Зелена Долина），是烏克蘭中部第聂伯罗彼得罗夫斯克州巴甫洛赫拉德区泰尔尼夫卡市镇内的村落。處於大捷爾尼夫卡河畔，距離馬爾伊夫卡3公里，海拔高度74米，2025年人口20。